# Torneo Nacional de Clubes 2006
El Torneo Nacional de Clubes de 2006 fue la décimo-tercera edición del torneo organizado por la Unión Argentina de Rugby que reúne a los mejores clubes de la URBA y de los distintos torneos regionales del interior del país. Se llevó a cabo entre el 1 de julio y el 2 de diciembre de 2006.
Debido a la situación económica que afectó a la Unión Argentina de Rugby, el torneo se disputó de una forma reducida respecto al formato implementado en la temporada anterior: la cantidad de equipos se redujo de 24 a 16 y no se disputó el Torneo Nacional de Clubes B. 
San Isidro Club se consagró campeón al derrotar en la final a Tala de Córdoba por 36 a 7, obteniendo así su tercer título tras los obtenidos en 1993 y 1994. Federico Serra, capitán del SIC, anotó 23 puntos en la final, producto de 1 try, 3 conversiones y 4 penales.

## Equipos participantes
Participaron de este torneo dieciséis equipos, ocho de la URBA y ocho del interior. Los equipos clasificaron de acuerdo su desempeño en los distintos torneos regionales.
| Club                     | Torneo                                   | Unión de origen                 |
| ------------------------ | ---------------------------------------- | ------------------------------- |
| Alumni                   | Torneo de la URBA (8 equipos)            | Unión de Rugby de Buenos Aires  |
| Atlético del Rosario     | Torneo de la URBA (8 equipos)            | Unión de Rugby de Buenos Aires  |
| CASI                     | Torneo de la URBA (8 equipos)            | Unión de Rugby de Buenos Aires  |
| Hindú                    | Torneo de la URBA (8 equipos)            | Unión de Rugby de Buenos Aires  |
| La Plata Rugby Club      | Torneo de la URBA (8 equipos)            | Unión de Rugby de Buenos Aires  |
| San Fernando             | Torneo de la URBA (8 equipos)            | Unión de Rugby de Buenos Aires  |
| San Isidro Club          | Torneo de la URBA (8 equipos)            | Unión de Rugby de Buenos Aires  |
| San Luis                 | Torneo de la URBA (8 equipos)            | Unión de Rugby de Buenos Aires  |
| Córdoba Athletic         | Torneo de Córdoba (2 equipos)            | Unión Cordobesa de Rugby        |
| Tala                     | Torneo de Córdoba (2 equipos)            | Unión Cordobesa de Rugby        |
| Jockey Club de Rosario   | Torneo Regional del Litoral (2 equipos)  | Unión de Rugby de Rosario       |
| Universitario de Rosario | Torneo Regional del Litoral (2 equipos)  | Unión de Rugby de Rosario       |
| Los Tarcos               | Torneo Regional del Noroeste (2 equipos) | Unión de Rugby de Tucumán       |
| Universitario de Tucumán | Torneo Regional del Noroeste (2 equipos) | Unión de Rugby de Tucumán       |
| Los Tordos               | Torneo Regional del Oeste                | Unión de Rugby de Cuyo          |
| IPR Sporting Club        | Torneo de la URMDP                       | Unión de Rugby de Mar del Plata |

### Distribución geográfica de los equipos
| Jurisdicción              | Cant. | Equipos                                                              |
| ------------------------- | ----- | -------------------------------------------------------------------- |
| Provincia de Buenos Aires | 8     | San Luis, SIC, Sporting, Alumni, Hindú, La Plata, San Fernando, CASI |
| Provincia de Santa Fe     | 3     | Universitario (R), Jockey (R), Atlético del Rosario                  |
| Provincia de Tucumán      | 2     | Tarcos, Universitario (T)                                            |
| Provincia de Córdoba      | 2     | Tala, Córdoba Athletic                                               |
| Provincia de Mendoza      | 1     | Los Tordos                                                           |

## Primera fase

### Zona 1
| Pos. | Equipos              | Partidos | Partidos | Partidos | Tantos | Tantos | Tantos | Pts. |
| Pos. | Equipos              | G        | E        | P        | PF     | PC     | DP     | Pts. |
| ---- | -------------------- | -------- | -------- | -------- | ------ | ------ | ------ | ---- |
| 1.°  | Atlético del Rosario | 2        | 0        | 1        | 66     | 36     | +30    | 10   |
| 2.°  | CASI                 | 2        | 0        | 1        | 49     | 60     | -11    | 8    |
| 3.°  | Córdoba Athletic     | 1        | 0        | 2        | 65     | 73     | -8     | 6    |
| 4.°  | Jockey Club (R)      | 1        | 0        | 2        | 62     | 73     | -11    | 5    |

|  | Clasifica a cuartos de final |

| 1 de julio | CASI | 19 - 13 | Córdoba Athletic |                                            |                                            |
|            |      | Reporte |                  | Árbitro(s): Víctor Rabuffetti (Entre Ríos) | Árbitro(s): Víctor Rabuffetti (Entre Ríos) |

| 2 de julio | Jockey Club (R) | 14 - 13 | Atlético del Rosario |                                      |                                      |
|            |                 | Reporte |                      | Árbitro(s): Javier Mancuso (Córdoba) | Árbitro(s): Javier Mancuso (Córdoba) |

| 5 de agosto | Atlético del Rosario | 27 - 9  | CASI |                                            |                                            |
|             |                      | Reporte |      | Árbitro(s): Federico Cuesta (Buenos Aires) | Árbitro(s): Federico Cuesta (Buenos Aires) |

| 5 de agosto | Jockey Club (R) | 28 - 39 | Córdoba Athletic |                                            |                                            |
|             |                 | Reporte |                  | Árbitro(s): Miguel Sandoval (Buenos Aires) | Árbitro(s): Miguel Sandoval (Buenos Aires) |

| 2 de septiembre | CASI | 21 - 20 | Jockey Club (R) |                                      |                                      |
|                 |      | Reporte |                 | Árbitro(s): Javier Mancuso (Córdoba) | Árbitro(s): Javier Mancuso (Córdoba) |

| 2 de septiembre | Córdoba Athletic | 13 - 26 | Atlético del Rosario |                                             |                                             |
|                 |                  | Reporte |                      | Árbitro(s): Ricardo Ponce de León (Tucumán) | Árbitro(s): Ricardo Ponce de León (Tucumán) |

### Zona 2
| Pos. | Equipos           | Partidos | Partidos | Partidos | Tantos | Tantos | Tantos | Pts. |
| Pos. | Equipos           | G        | E        | P        | PF     | PC     | DP     | Pts. |
| ---- | ----------------- | -------- | -------- | -------- | ------ | ------ | ------ | ---- |
| 1.°  | Hindú             | 3        | 0        | 0        | 165    | 55     | +110   | 15   |
| 2.°  | Universitario (R) | 2        | 0        | 1        | 92     | 93     | -1     | 12   |
| 3.°  | La Plata RC       | 1        | 0        | 2        | 72     | 81     | -9     | 6    |
| 4.°  | IPR Sporting Club | 0        | 0        | 3        | 41     | 141    | -100   | 1    |

|  | Clasifica a cuartos de final |

| 1 de julio | Universitario (R) | 26 - 25 | La Plata RC |                                    |                                    |
|            |                   | Reporte |             | Árbitro(s): Omar Alcocer (Tucumán) | Árbitro(s): Omar Alcocer (Tucumán) |

| 1 de julio | Hindú | 83 - 0  | IPR Sporting Club |                                    |                                    |
|            |       | Reporte |                   | Árbitro(s): Mauro Rivera (Rosario) | Árbitro(s): Mauro Rivera (Rosario) |

| 5 de agosto | IPR Sporting Club | 25 - 29 | Universitario (R) |                                                   |                                                   |
|             |                   | Reporte |                   | Árbitro(s): Christian Sánchez Ruíz (Buenos Aires) | Árbitro(s): Christian Sánchez Ruíz (Buenos Aires) |

| 5 de agosto | Hindú | 39 - 18 | La Plata RC |                                         |                                         |
|             |       | Reporte |             | Árbitro(s): Pablo Deluca (Buenos Aires) | Árbitro(s): Pablo Deluca (Buenos Aires) |

| 2 de septiembre | Universitario (R) | 37 - 43 | Hindú |                                    |                                    |
|                 |                   | Reporte |       | Árbitro(s): Agustín Auad (Tucumán) | Árbitro(s): Agustín Auad (Tucumán) |

| 2 de septiembre | La Plata RC | 29 - 16 | IPR Sporting Club |                                     |                                     |
|                 |             | Reporte |                   | Árbitro(s): Daniel Araque (Austral) | Árbitro(s): Daniel Araque (Austral) |

### Zona 3
| Pos. | Equipos         | Partidos | Partidos | Partidos | Tantos | Tantos | Tantos | Pts. |
| Pos. | Equipos         | G        | E        | P        | PF     | PC     | DP     | Pts. |
| ---- | --------------- | -------- | -------- | -------- | ------ | ------ | ------ | ---- |
| 1.°  | San Isidro Club | 3        | 0        | 0        | 99     | 59     | +40    | 14   |
| 2.°  | Tala            | 1        | 1        | 1        | 131    | 70     | +61    | 9    |
| 3.°  | Los Tarcos      | 1        | 1        | 1        | 96     | 60     | +36    | 8    |
| 4.°  | San Fernando    | 0        | 0        | 3        | 38     | 175    | -137   | 0    |

|  | Clasifica a cuartos de final |

| 1 de julio | San Isidro Club | 23 - 17 | Tala |                                         |                                         |
|            |                 | Reporte |      | Árbitro(s): Martín Rodríguez (Santa Fe) | Árbitro(s): Martín Rodríguez (Santa Fe) |

| 1 de julio | Los Tarcos | 42 - 3  | San Fernando |                                         |                                         |
|            |            | Reporte |              | Árbitro(s): Marcelo Domínguez (Córdoba) | Árbitro(s): Marcelo Domínguez (Córdoba) |

| 5 de agosto | San Fernando | 21 - 52 | San Isidro Club |                                             |                                             |
|             |              | Reporte |                 | Árbitro(s): Roberto Martínez (Buenos Aires) | Árbitro(s): Roberto Martínez (Buenos Aires) |

| 5 de agosto | Los Tarcos | 33 - 33 | Tala |                                 |                                 |
|             |            | Reporte |      | Árbitro(s): Andrés Ramos (Cuyo) | Árbitro(s): Andrés Ramos (Cuyo) |

| 2 de septiembre | San Isidro Club | 24 - 21 | Los Tarcos |                                            |                                            |
|                 |                 | Reporte |            | Árbitro(s): Víctor Rabuffetti (Entre Ríos) | Árbitro(s): Víctor Rabuffetti (Entre Ríos) |

| 2 de septiembre | Tala | 81 - 14 | San Fernando |                                          |                                          |
|                 |      | Reporte |              | Árbitro(s): Fernando Martorell (Tucumán) | Árbitro(s): Fernando Martorell (Tucumán) |

### Zona 4
| Pos. | Equipos           | Partidos | Partidos | Partidos | Tantos | Tantos | Tantos | Pts. |
| Pos. | Equipos           | G        | E        | P        | PF     | PC     | DP     | Pts. |
| ---- | ----------------- | -------- | -------- | -------- | ------ | ------ | ------ | ---- |
| 1.°  | Universitario (T) | 3        | 0        | 0        | 113    | 77     | +36    | 15   |
| 2.°  | San Luis          | 2        | 0        | 1        | 55     | 64     | -9     | 8    |
| 3.°  | Alumni            | 0        | 1        | 2        | 79     | 93     | -14    | 5    |
| 4.°  | Los Tordos        | 0        | 1        | 2        | 61     | 74     | -13    | 4    |

|  | Clasifica a cuartos de final |

| 1 de julio | Los Tordos | 26 - 34 | Universitario (T) |                                        |                                        |
|            |            | Reporte |                   | Árbitro(s): Raúl Sauro (Mar del Plata) | Árbitro(s): Raúl Sauro (Mar del Plata) |

| 1 de julio | Alumni | 18 - 25 | San Luis |                                           |                                           |
|            |        | Reporte |          | Árbitro(s): Leandro Borghi (Buenos Aires) | Árbitro(s): Leandro Borghi (Buenos Aires) |

| 5 de agosto | Universitario (T) | 31 - 10 | San Luis |                                      |                                      |
|             |                   | Reporte |          | Árbitro(s): Javier Mancuso (Córdoba) | Árbitro(s): Javier Mancuso (Córdoba) |

| 5 de agosto | Alumni | 20 - 20 | Los Tordos |                                            |                                            |
|             |        | Reporte |            | Árbitro(s): Víctor Rabuffetti (Entre Ríos) | Árbitro(s): Víctor Rabuffetti (Entre Ríos) |

| 2 de septiembre | Universitario (T) | 48 - 41 | Alumni |                                 |                                 |
|                 |                   | Reporte |        | Árbitro(s): Andrés Ramos (Cuyo) | Árbitro(s): Andrés Ramos (Cuyo) |

| 2 de septiembre | San Luis | 20 - 15 | Los Tordos |                                         |                                         |
|                 |          | Reporte |            | Árbitro(s): Martín Rodríguez (Santa Fe) | Árbitro(s): Martín Rodríguez (Santa Fe) |

## Fase final
|  | Cuartos de final     | Cuartos de final |                 |                      | Semifinales     | Semifinales     |  |                 | Final          | Final          |  |
|  | 18 de noviembre      | 18 de noviembre  |                 |                      | 25 de noviembre | 25 de noviembre |  |                 | 2 de diciembre | 2 de diciembre |  |
|  |                      |                  |                 |                      |                 |                 |  |                 |                |                |  |
|  |                      |                  |                 |                      |                 |                 |  |                 |                |                |  |
|  | Atlético del Rosario | 25               |                 |                      |                 |                 |  |                 |                |                |  |
|  | Atlético del Rosario | 25               |                 |                      |                 |                 |  |                 |                |                |  |
|  | Universitario (R)    | 19               |                 |                      |                 |                 |  |                 |                |                |  |
|  | Universitario (R)    | 19               |                 | Atlético del Rosario | 21              |                 |  |                 |                |                |  |
|  |                      |                  |                 | Atlético del Rosario | 21              |                 |  |                 |                |                |  |
|  |                      |                  | San Isidro Club | 23                   |                 |                 |  |                 |                |                |  |
|  | San Isidro Club      | 51               | San Isidro Club | 23                   |                 |                 |  |                 |                |                |  |
|  | San Isidro Club      | 51               |                 |                      |                 |                 |  |                 |                |                |  |
|  | San Luis             | 15               |                 |                      |                 |                 |  |                 |                |                |  |
|  | San Luis             | 15               |                 |                      |                 |                 |  | San Isidro Club | 36             |                |  |
|  |                      |                  |                 |                      |                 |                 |  | San Isidro Club | 36             |                |  |
|  |                      |                  | Tala            | 7                    |                 |                 |  |                 |                |                |  |
|  | Universitario (T)    | 6                | Tala            | 7                    |                 |                 |  |                 |                |                |  |
|  | Universitario (T)    | 6                |                 |                      |                 |                 |  |                 |                |                |  |
|  | Tala                 | 10               |                 |                      |                 |                 |  |                 |                |                |  |
|  | Tala                 | 10               |                 | Tala                 | 28              |                 |  |                 |                |                |  |
|  |                      |                  |                 | Tala                 | 28              |                 |  |                 |                |                |  |
|  |                      |                  | Hindú           | 16                   |                 |                 |  |                 |                |                |  |
|  | Hindú                | 28               | Hindú           | 16                   |                 |                 |  |                 |                |                |  |
|  | Hindú                | 28               |                 |                      |                 |                 |  |                 |                |                |  |
|  | CASI                 | 18               |                 |                      |                 |                 |  |                 |                |                |  |
|  | CASI                 | 18               |                 |                      |                 |                 |  |                 |                |                |  |
|  |                      |                  |                 |                      |                 |                 |  |                 |                |                |  |

### Cuartos de final
| 18 de noviembre | Atlético del Rosario | 25 - 19 | Universitario (R) |                                      |                                      |
|                 |                      | Reporte |                   | Árbitro(s): Javier Mancuso (Córdoba) | Árbitro(s): Javier Mancuso (Córdoba) |

| 18 de noviembre | San Isidro Club | 51 - 15 | San Luis |                                         |                                         |
|                 |                 | Reporte |          | Árbitro(s): Pablo Deluca (Buenos Aires) | Árbitro(s): Pablo Deluca (Buenos Aires) |

| 18 de noviembre | Universitario (T) | 6 - 10  | Tala |                                            |                                            |
|                 |                   | Reporte |      | Árbitro(s): Víctor Rabuffetti (Entre Ríos) | Árbitro(s): Víctor Rabuffetti (Entre Ríos) |

| 18 de noviembre | Hindú | 28 - 18 | CASI |                                             |                                             |
|                 |       | Reporte |      | Árbitro(s): Roberto Martínez (Buenos Aires) | Árbitro(s): Roberto Martínez (Buenos Aires) |

### Semifinal
| 25 de noviembre | Atlético del Rosario | 21 - 23 | San Isidro Club |                                 |                                 |
|                 |                      | Reporte |                 | Árbitro(s): Andrés Ramos (Cuyo) | Árbitro(s): Andrés Ramos (Cuyo) |

| 25 de noviembre | Tala | 28 - 16 | Hindú |                                                  |                                                  |
|                 |      | Reporte |       | Árbitro(s): Cristian Sánchez Ruíz (Buenos Aires) | Árbitro(s): Cristian Sánchez Ruíz (Buenos Aires) |

### Final
| 2 de diciembre | San Isidro Club | 36 - 7  | Tala |                                                                          |                                                                          |
|                |                 | Reporte |      | Asistencia: 2000 espectadores Árbitro(s): Víctor Rabuffetti (Entre Ríos) | Asistencia: 2000 espectadores Árbitro(s): Víctor Rabuffetti (Entre Ríos) |

| Bandera de la Provincia de Buenos Aires |
| San Isidro Club Campeón                 |
| Tercer título                           |
|                                         |